# フランシスコ・デ・アルメイダ

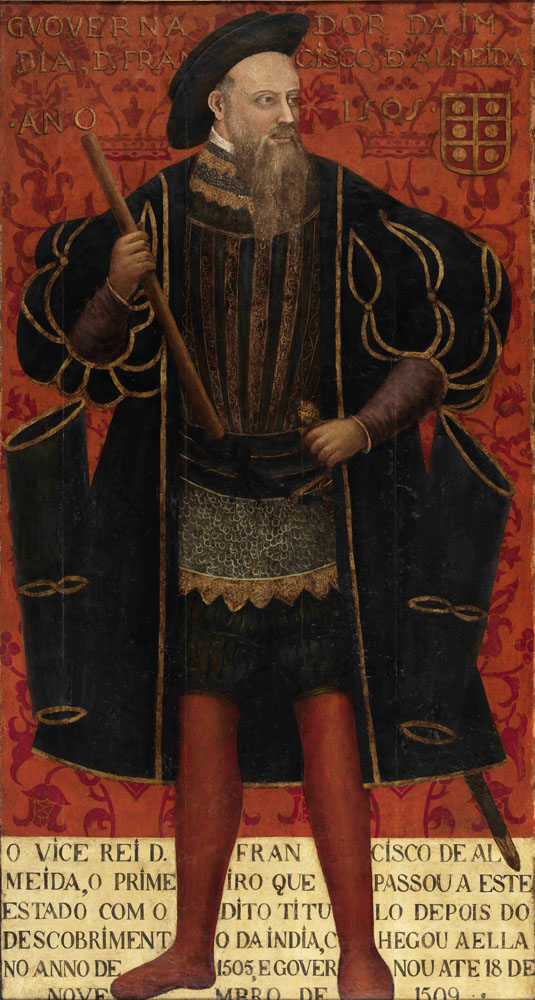
フランシスコ・デ・アルメイダ

フランシスコ・デ・アルメイダ （ポルトガル語: Francisco de Almeida,1450年頃 - 1510年3月1日）は、ポルトガルの貴族。
インド洋世界のポルトガルの勢力拡大に活躍し、ポルトガルの初代インド副王を務めた。

## 生涯

### 前半生
1450年頃、アブランテス伯ロボ・デ・アルメイダの六男として誕生する。幼少期の事績は不明確であるが、1476年のトロの戦いで軍功を挙げたことが知られている。アルメイダはサンティアゴ騎士団に属していたが領地、官職を持たず、年金と聖禄領であるサルアドルの教会を受領していた。ポルトガル王アフォンソ5世のフランス訪問に随行した貴族の中にはアルメイダも含まれており、1492年のグラナダ包囲にも参加した。
冒険の帰路にポルトガルに立ち寄ったコロンブスから新大陸を発見した報告を受け取ったジョアン2世はカスティーリャ王国の海外進出を阻止するため、アルメイダを司令官とする艦隊の編成を命じたが、計画は実現を見ないまま終わる。

### インドへの赴任
ヴァスコ・ダ・ガマによってインド航路が開拓された後にポルトガルはインドへの進出を開始し、香料貿易の独占を試みた。マヌエル1世はトリスタン・ダ・クーニャをインド方面の司令官に任命しようと考えるがクーニャが事故で負傷し、彼の代理としてアルメイダが3年の任期で「副王」に任命された。副王となったアルメイダには外交、戦争、司法の全権が委ねられ、インド洋世界でのポルトガルの拠点となる要塞の建築が命じられる。
1505年3月25日にアルメイダは22隻の艦船を率いてポルトガルを出航し、アルメイダの航海に従った乗員の中にはフェルディナンド・マゼランも含まれていた。インドに向かう途上でアルメイダの艦隊はキルワ島、モンバサ、ソファラなどの東アフリカのスワヒリ国家に攻撃を加えた。1505年7月にアルメイダの艦隊はキルワ島に到着し、キルワ国王に降伏勧告を拒まれたため、軍事力によって島を制圧する。キルワ、ソファラには要塞が建てられたが、ポルトガルに抵抗を続けるモンバサはポルトガル兵による破壊と略奪に晒された。マリンディを経由し、9月13日にアルメイダはインドのアンジェディヴァ島に到着する。カナノール（カンヌール）に寄港したときにアルメイダははじめて副王の称号を用い、インド総督としての活動を開始した。
出港に先立ってアルメイダはマリンディ、カナノール、コーチンなどの非イスラム勢力との友好関係の維持を命じられており、コーチンに進んだ後、マヌエル1世から預けられていた王冠を現地の王に授けた。ポルトガルの出現はインド洋世界のイスラム国家とイスラム商人に危機感を抱かせ、エジプトのマムルーク朝はローマ教皇に警告を発した。1506年3月にカリカット（コーリコード）のザモリンをはじめとするイスラム勢力の連合艦隊がコーチンに進軍するが、アルメイダは息子のロウレンソを司令官とする艦隊を派遣し、イスラム連合軍を撃破する。
ポルトガル軍は1507年にカリカットとカナノールの連合軍に勝利を収めるが、1508年にチャウルでグジャラート王国とマムルーク朝の連合軍に敗北を喫し、ロウレンソは戦死する（チャウルの戦い）。ロウレンソの遺体はグジャラート側の司令官マリーク・アヤースによって丁重に葬られ、アルメイダの元にはマリーク・アヤースからの悔やみの手紙が届けられた。ロウレンソが戦死した時にアルメイダの副王の任期はすでに過ぎており、後任者であるアフォンソ・デ・アルブケルケがコーチンに到着していた。息子の敵を討つためにアルメイダはアルブケルケの許可を受けて一時的に副王の職に留まり、1509年2月のディーウ沖の海戦でインド、マムルーク朝の連合軍を破る。ディーウ沖の戦いの後、カリカットのザモリンは和平を申し入れ、カリカットにポルトガルの要塞が建てられた。
戦闘に勝利したアルメイダはコーチンに帰還するが、インド経営の方針の違いからアルブケルケに副王職を返上しようとしなかった。アルメイダはイスラム商人の海上貿易を妨害するための海上での軍事行動を重視し、多額の出費を要する陸上拠点の強化に否定的な見解を持っていたため、陸上の拠点の確保によって貿易の拡大を図るアルブケルケと対立していた。また、1506年からアラビア海方面での軍事活動に従事していたアルブケルケはホルムズ島に要塞を建設したが、アルブケルケの方針に反対する部下の一部がアルメイダの元に逃れて不満を訴える事件が起きていた。ジョアン・デ・バロスの『アジア史』などの史料には、現地のポルトガル人がアルメイダ派とアルブケルケ派に分かれて対立し、両者の不和はコーチンの住民にも知れ渡っていたことが記されている。一時はアルブケルケが投獄されるが、ポルトガル本国から派遣されたドン・フェルナンド・コウティニョの調停によって両者の対立は解消される。1509年11月に副王の職を返上したアルメイダは本国への帰国の途に就いた。アルメイダは清廉な人物である一方、任地で自分の信念に基づいた昇給、昇進の指示を出していたため、国王や多くの部下が彼の人事に不満を抱いていたと記されている。

### 最期
喜望峰付近のサルダニャと呼ばれる給水地でアルメイダ一行は上陸するが、乗員達と現地のホッテントットの間に対立が生まれ、ポルトガル側に負傷者が出る事態に発展する。報復に向かった一行はホッテントットの反撃を受けてアルメイダは戦死し、同行していた150人の隊員のうち50人以上が落命したと伝えられている。ホッテントットが集落に引き上げた後、負傷者は救出され、死者の墓が建てられた。アルメイダの遺体もサルダニャに埋葬されたが、彼が生前身に付けていたものは全て剥ぎ取られていたため、発見者達は悲惨な最期を悲しんだ。アルメイダは周囲の人々に対する不満を公然と口に出していたため彼を好まない人間は少なくなかったが、彼の死はポルトガル全体で深く悼まれたことが伝えられている。

## 家族
アルメイダはパノイアスとガルヴァンの聖禄士ヴァスコ・マルティンス・モニスの娘ジョアナを妻としていた。インドに同行した息子ロウレンソのほか、モウラン市長の息子フランシスコ・デ・メンドンサとテントゥガル伯ロドリゴ・デ・メロと結婚したレオノールという娘ももうけていた。